# Guignes
 Guignes  es una población y comuna francesa, en la región de Isla de Francia, departamento de Sena y Marne, en el distrito de Melun y cantón de Mormant.

## Demografía
| 1049 | 1514 | 1687 | 1978 | 2285 | 2412 |
| Para los censos de 1962 a 1999 la población legal corresponde a la población sin duplicidades (Fuente: INSEE [Consultar]) |      |      |      |      |      |